# Đô thị mới Thuyền Loan

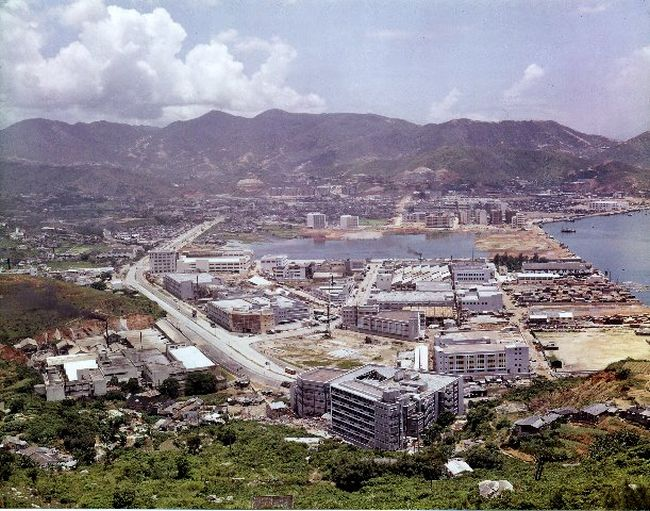
Quang cảnh đô thị mới Thuyền Loan năm 1961

Thuyền Loan là một trong những đô thị mới của Hồng Kông. Nơi đây nằm vắt qua Thuyền Loan, Quỳ Dũng và phần phía đông đảo Thanh Y. Theo truyền thống, chính quyền ở Thuyền Loan quản lý tất cả Thuyền Loan, Quỳ Dũng, đảo Thanh Y, Mã Loan và phía bắc đảo Đại Nhĩ Sơn.
Vào năm 1982, quận Thuyền Loan được tổ chức dưới Hệ thống chính quyền quận. Năm 1985, với việc bùng nổ dân số ở thị trấn, quận đã tách Quỳ Dũng và Thanh Y ra thành lập quận mới Quỳ Thanh. Vì vậy đô thị này về mặt hành chính thuộc hai quận.
Tổng diện tích phát triển đô thị là 24 km², dân số là 801.800 người và đã đạt đến công suất dự kiến là 845.000 người.
Mặc dù Đô thị mới Thuyền Loan thuộc Tân Giới nó cũng nằm trong metro area như đảo Hồng Kông và bán đảo Cửu Long bởi vì đô thị này mới được phát triển và không bị chia cách địa hình bởi đồi núi với bán đảo Cửu Long.